# پردیس سینمایی کیان
پردیس سینمایی کیان یک پردیس سینمایی در تهران است.
این سینما که در تاریخ ۱۶ مهر ۱۳۹۰ تأسیس شده جزئی از یک مجتمع تجاری فرهنگی است و دارای سه سالن سینما در بزرگراه نواب، بلوار چراغی تهران می‌باشد.